# Цветята на Харисън
„Цветята на Харис“ (на английски: Harrison's Flowers) е филм от 2000 г. на режисьора Ели Чураки. Във филма участват Анди Макдауъл, Илаяс Котеас, Брендан Глийсън, Ейдриън Броуди, Мари Трентинян, Джерард Бътлър и Дейвид Стратърн.